# Gageac-et-Rouillac
Gageac-et-Rouillac – miejscowość i gmina we Francji, w regionie Nowa Akwitania, w departamencie Dordogne.
Według danych na rok 1990 gminę zamieszkiwało 440 osób, a gęstość zaludnienia wynosiła 31 osób/km² (wśród 2290 gmin Akwitanii Gageac-et-Rouillac plasuje się na 757. miejscu pod względem liczby ludności, natomiast pod względem powierzchni na miejscu 805.).